# Little Skellig
Little Skellig (Sceilig Bheag in gaelico irlandese, che significa letteralmente "piccola roccia") è la più piccola delle due isole Skellig, 14 km al largo delle coste del Kerry, nella Repubblica d'Irlanda, e a soli 3 km a nord-est dalla più grande e importante Skellig Michael.
Di dimensioni ridottissime, Little Skellig è poco più di un grosso scoglio: si erge per un'altitudine massima di 134 metri dall'oceano e non è stata mai abitata, difficilmente qualche persona vi mette piede anche solo per sostare, rimanendo così un posto incontaminato e selvaggio.
Anche per questo è importantissima per la gran quantità di uccelli marini che vi nidificano e che popolano i suoi impervi speroni rocciosi, a tal punto che spesso viene chiamata seabird sanctuary ("santuario degli uccelli di mare").
La colonia principale di uccelli dell'isola è quella delle sule bassana (Morus bassanus), la più vasta d'Irlanda con 22.500 esemplari nel 1993. Per molto tempo è stata riserva naturale gestita dalla BirdWatch Ireland.

## Galleria d'immagini

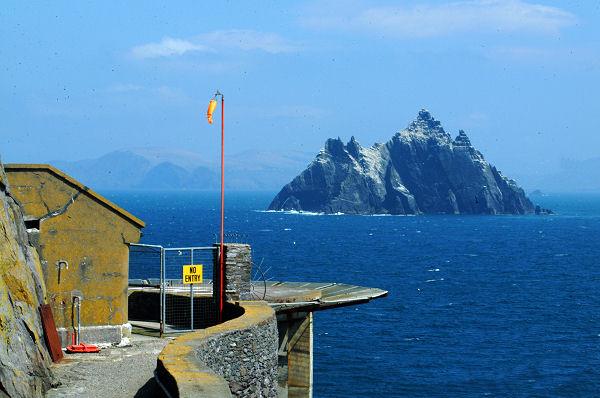
Little Skellig dalla piattaforma per gli elicotteri di Skellig Michael
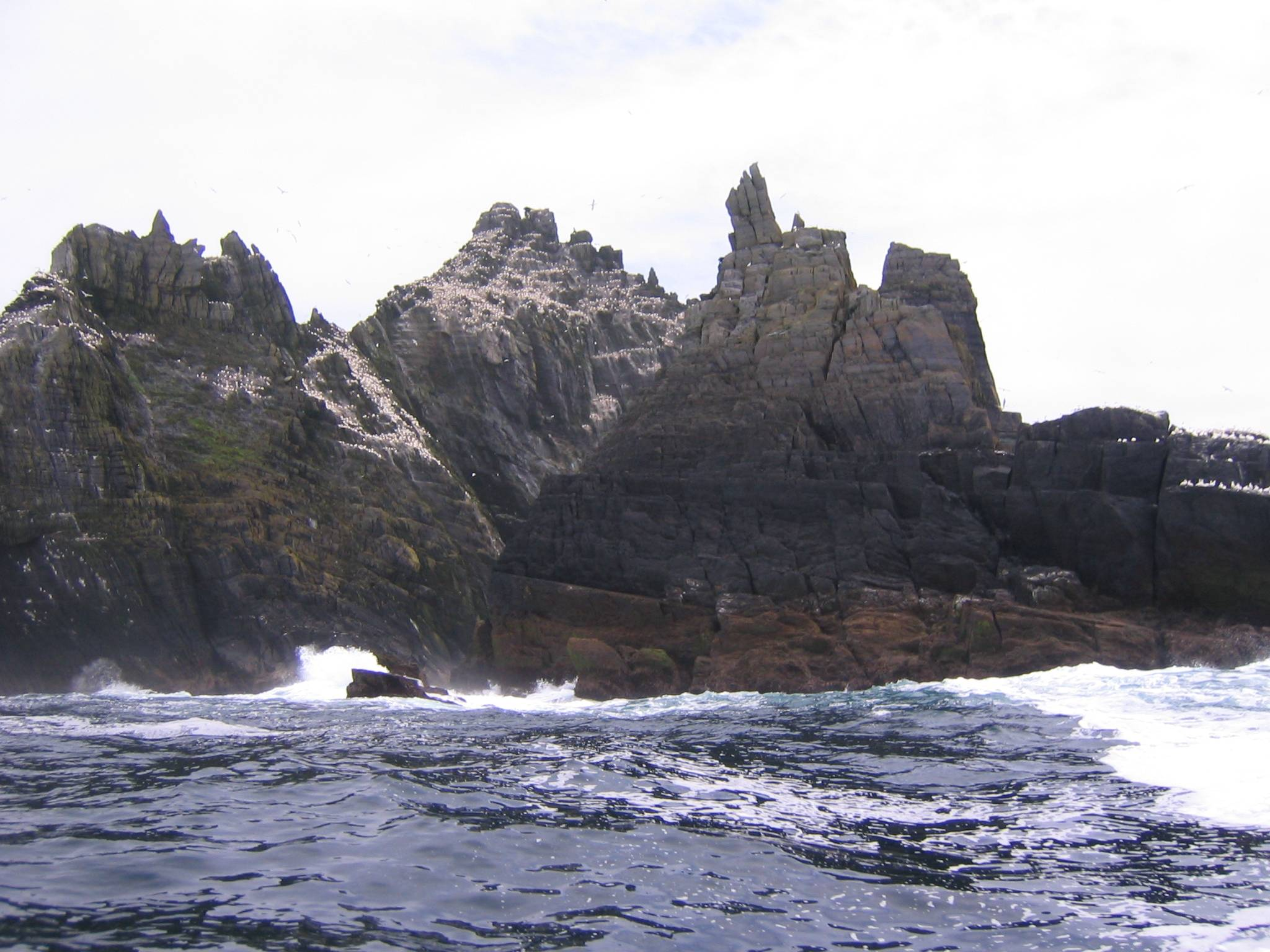
Pareti rocciose dell'isolotto con la nutrita colonia di sule bassana
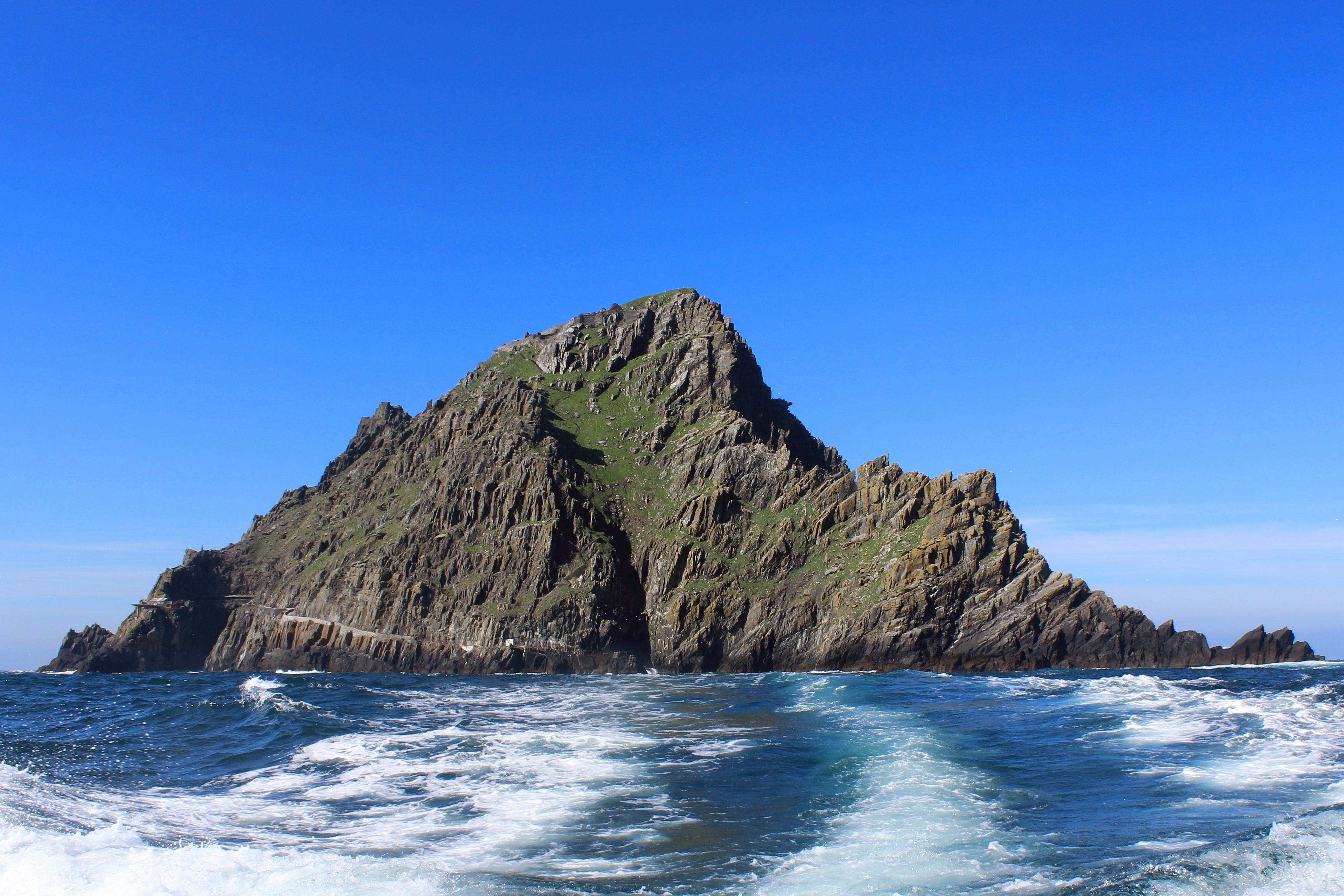